# Talsperre an der Weißen Desse

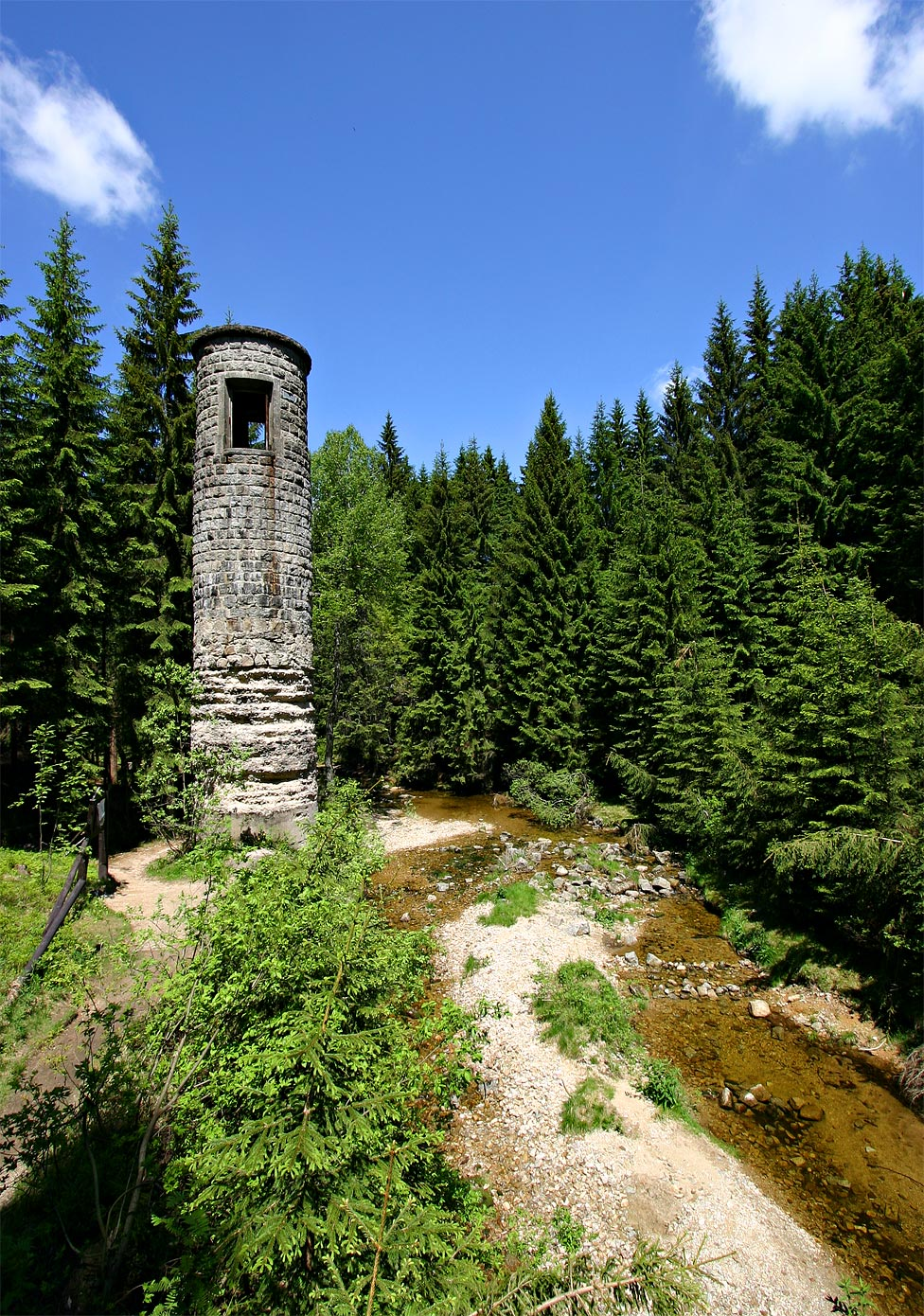
Kontrollturm der Gebrochenen Talsperre (2006, Mauerwerk unten erodiert, noch ohne Betonumfassung)

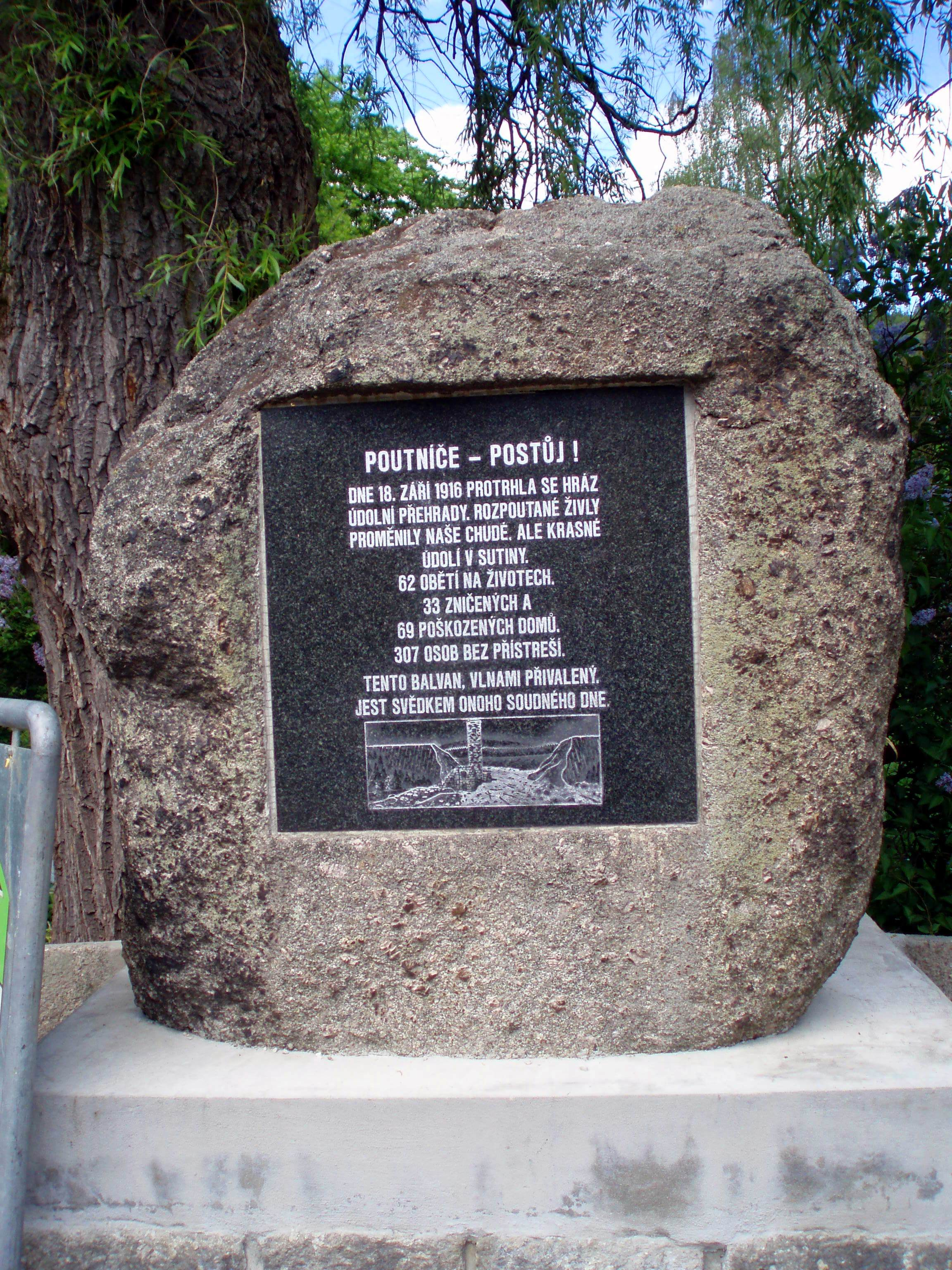
Gedenkstein für die Opfer der Katastrophe von 1916

Die Talsperre an der Weißen Desse ist heute besser bekannt als die Gebrochene Talsperre (tschechisch Protržená přehrada) und befindet sich im tschechischen Teil des Isergebirges in 800 m n.m. in der Gemeinde Albrechtice v Jizerských horách (deutsch Albrechtsdorf) 4,3 km nördlich des Dorfzentrums und 5,5 km nordwestlich von Desná (Dessendorf).

## Geschichte
Wegen der immer wiederkehrenden Hochwasserschäden durch Desse (Desná) und Kamnitz (Kamenice) sollten an der Weißen und Schwarzen Desse gleichzeitig Talsperren errichtet werden. Die Pläne stammten von den Bauingenieuren Otto Intze in Aachen und Wilhelm Plenkner in Prag und wurden 1908 bestätigt.
1912 wurde mit dem Bau der Talsperre an der Weißen Desse (Bílá Desná) begonnen. Die Technik für den Dammbau wurde von dem bereits im Jahr zuvor begonnenen Bau an der Schwarzen Desse (Darretalsperre) übernommen. Der Bau kostete 484.000 Österreichische Kronen und war im Juni 1915 abgeschlossen.
Am 18. September 1916 gegen 16 Uhr hielt der Staudamm der Talsperre dem Druck des Wassers nicht mehr stand und brach. Innerhalb einer Viertelstunde entleerte sich der Stausee unkontrolliert, und die Wassermassen bildeten zusammen mit dem mitgerissenen Geröll und Schwemmgut eine acht Meter hohe Mure, die durch die Orte Dessendorf (Desná) und Tannwald (Tanvald) raste.
Die Katastrophe forderte 62 Tote. 33 Häuser waren ganz verschwunden, 69 stark beschädigt. 307 Menschen wurden obdachlos und 1020 verloren ihre Arbeitsplätze. Am 27. März 1918 besuchte Kaiser Karl I. die noch immer an den Folgen des Unglücks leidende Stadt Tannwald. Zur Aufarbeitung der Ursachen sowie zur Vermeidung künftiger Störfälle wurde am 27. Oktober 1918 im k.k. Ministerium für öffentliche Arbeiten die Kommission für Staubeckenanlagen gegründet. Am 10. Oktober 1937 wurde in Dessendorf auf einem bei der Flut mitgerissenen Felsblock eine Gedenktafel angebracht.
Der ehemalige Kontrollturm über dem horizontalen Auslauf des Stausees der Talsperre überstand das Unglück und steht noch heute als Denkmal im Tal der Weißen Desse. Auch der 1,1 km lange Verbindungsstollen zur Darretalsperre blieb erhalten. Die nach dem Bruch auf dem Grund der ehemaligen Talsperre 1926 errichtete Gastwirtschaft Krömerbaude ist nach 1945 abgerissen worden.
Als Ursache für den Dammbruch wurde eine Durchwässerung des Dammkörpers erkannt, verursacht durch in den Erddamm eingedrungenes Grundwasser und verwitterten Granit im Dammgrund. Vermutlich wurde die Tragfähigkeit des Dammgrundes nicht gründlich geprüft. Am 24. Oktober 1932 endete der Prozess um die Schuld an der Katastrophe mit dem Freispruch aller Angeklagten.
Spätere Untersuchungen brachten eine ungenügende Abdichtung zu Tage und ermittelten auch Projektierungsfehler durch eine ungünstige Lage des Kontrollturmes und des Stollens als weitere Ursachen.